# إنيو فالكو
إنيو فالكو (بالإيطالية: Ennio Falco) هو لاعب رماية إيطالي، ولد في 3 يناير 1968 في كابوا في إيطاليا.

## وصلات خارجية
- إنيو فالكو على موقع الاتحاد الدولي (الإنجليزية)
- إنيو فالكو على موقع أوليمبيديا (الإنجليزية)
- إنيو فالكو على موقع اللجنة الأولمبية الإيطالية (الإيطالية)
- إنيو فالكو على موقع CONI honoured athlete website (الإيطالية)